# Entelecara helfridae
Entelecara helfridae är en spindelart som beskrevs av Albert Tullgren 1955. Entelecara helfridae ingår i släktet Entelecara och familjen täckvävarspindlar.
Artens utbredningsområde är Sverige. Inga underarter finns listade i Catalogue of Life.